# Liste der Monuments historiques in Balazé
Die Liste der Monuments historiques in Balazé führt die Monuments historiques in der französischen Gemeinde Balazé auf.

## Liste der Objekte
| Bezeichnung                                                   | Beschreibung           | Standort                       | Kennzeichnung | Schutzstatus | Datum | Bild           |
| ------------------------------------------------------------- | ---------------------- | ------------------------------ | ------------- | ------------ | ----- | -------------- |
| Bleiglasfenster: Johannes der Täufer und Apostel Bartholomäus | 16. Jahrhundert        | in der Kirche St-Martin (Lage) | PM35000037    | Classé       | 1907  | weitere Bilder |
| Altar der Johanneskapelle                                     | Stein, 16. Jahrhundert | in der Kirche St-Martin (Lage) | PM35000038    | Classé       | 1907  | weitere Bilder |